# Josef Musil (piłkarz)
Josef Musil (ur. 7 sierpnia 1920, zm. 6 stycznia 2005 w Wiedniu) – piłkarz austriacki grający na pozycji bramkarza. W swojej karierze rozegrał 5 meczów w reprezentacji Austrii.

## Kariera klubowa
Swoją karierę piłkarską Musil rozpoczął w klubie Rapid Wiedeń. W 1937 roku awansował do kadry pierwszego zespołu Rapidu i w sezonie 1937/1938 zadebiutował w nim w austriackiej lidze. W debiutanckim sezonie wywalczył z Rapidem mistrzostwo Austrii. W latach 1938–1940 grał w FC Saurerwerke. W 1940 roku wrócił do Rapidu, w którym występował do 1953 roku. Z zespołem Rapidu jeszcze pięciokrotnie zostawał mistrzem Austrii w sezonach 1940/1941, 1945/1946, 1947/1948, 1950/1951 i 1951/1952. W sezonie 1940/1941 został mistrzem Niemiec, a w sezonie 1945/1946 zdobył Puchar Austrii. Swoją karierę zakończył w 1955 roku w zespole Phönix Schwechat.
| Sezon   | Klub             | Kraj    | Rozgrywki  | Mecze | Bramki |
| ------- | ---------------- | ------- | ---------- | ----- | ------ |
| 1937/38 | Rapid Wiedeń     | Austria | Bundesliga | 3     | 0      |
| 1938/39 | FC Saurerwerke   | Austria | Erste Liga | ?     | ?      |
| 1939/40 | FC Saurerwerke   | Austria | Erste Liga | ?     | ?      |
| 1940/41 | Rapid Wiedeń     | Austria | Bundesliga | 1     | 0      |
| 1941/42 | Rapid Wiedeń     | Austria | Bundesliga | 16    | 0      |
| 1942/43 | Rapid Wiedeń     | Austria | Bundesliga | 12    | 0      |
| 1943/44 | Rapid Wiedeń     | Austria | Bundesliga | 0     | 0      |
| 1944/45 | Rapid Wiedeń     | Austria | Bundesliga | 6     | 0      |
| 1945/46 | Rapid Wiedeń     | Austria | Bundesliga | 3     | 0      |
| 1946/47 | Rapid Wiedeń     | Austria | Bundesliga | 12    | 0      |
| 1947/48 | Rapid Wiedeń     | Austria | Bundesliga | 9     | 0      |
| 1948/49 | Rapid Wiedeń     | Austria | Bundesliga | 2     | 0      |
| 1949/50 | Rapid Wiedeń     | Austria | Bundesliga | 3     | 0      |
| 1950/51 | Rapid Wiedeń     | Austria | Bundesliga | 9     | 0      |
| 1951/52 | Rapid Wiedeń     | Austria | Bundesliga | 16    | 0      |
| 1952/53 | Rapid Wiedeń     | Austria | Bundesliga | 3     | 0      |
| 1954/55 | Phönix Schwechat | Austria | Erste Liga | ?     | ?      |

## Kariera reprezentacyjna
W reprezentacji Austrii Musil zadebiutował 14 września 1947 roku w wygranym 4:3 towarzyskim meczu z Węgrami, rozegranym w Wiedniu. W 1948 roku był w kadrze Austrii na Igrzyskach Olimpijskich w Londynie. Od 1947 do 1952 roku rozegrał w reprezentacji 5 meczów.